# Nucula crassidens
Nucula crassidens is een tweekleppigensoort uit de familie van de Nuculidae. De wetenschappelijke naam van de soort is voor het eerst geldig gepubliceerd in 1955 door Nicklès.